# 타일러 클리파드
 타일러 리 클리파드(Tyler Lee Clippard, 1985년 2월 14일 ~ )는 전 미국의 야구 선수이다.